# Mike Epps
Michael Elliot "Mike" Epps (født 18. november 1970) er en amerikansk skuespiller, filmproducer, manuskriptforfatter, stand-up komiker, sanger og rapper, bedst kendt for at spille Day-Day Jones i Next Friday, og efterfølgeren-til-efterfølgeren, Friday After Next, og han spillede sammen med Ice Cube i All About The Benjamins. Hans andre kendte roller er som talerør for Boog i Open Season 2, hvor han erstattede Martin Lawrence, der nægtede at gentage sin rolle. Udover skuespil, sang og rap er Epps også kendt for hans stemme som ligger meget op af Martin Lawrence's.
I år 2010 var Epps en af producerne bag en dokumentarfilm om livet / historien om et tidligere medlem af Tupac Shakur's Outlawz, Napoleon: Life Of An Outlaw.